# リンクス歩兵戦闘車
リンクス（英語: Lynx）は、ドイツ連邦共和国のラインメタルによって開発された装軌式の歩兵戦闘車ほか装甲戦闘車両ファミリーの総称である。
2016年のユーロサトリで軽量モデルのKF31が発表され、2018年には大型のKF41が展示された 。2022年には、120mm砲搭載の有人砲塔を搭載した軽戦車型のリンクス120が発表された。

## 概要
リンクスは、ラインメタルが市場を独自に研究し、既存の車種のギャップを埋める存在としてプライベートベンチャー開発を進めた、歩兵戦闘車型を基本とする装軌式装甲戦闘車両ファミリーである。
2016年6月のユーロサトリで、軽量モデルのKF31歩兵戦闘車が公表され、2018年のユーロサトリではKF41の歩兵戦闘車型と指揮車両型が展示された。
2020年5月の発表で、リンクスがオーストラリア、チェコおよびアメリカ合衆国に対して提案されていることが発表された。2022年3月時点で、これらの提案は継続中とのことである。2020年9月に、ハンガリーがリンクスを最初に導入することが公表された。
2021年10月には戦闘支援型のリンクスCSV（英語: Lynx Combat Support Vehicle）が発表された。リンクスCSVはオーストラリア陸軍の開発配備計画『Land 400 フェイズ3』に基づいて提案された支援・兵站・修理・回収といった任務に適合する車両であり、オーストラリア陸軍はこのタイプの車両を約100両導入予定とされている。
2022年2月に発表されたリンクス120は、KF41の車体に120mm砲搭載の有人砲塔を搭載した火力支援型で、ラインメタルはこの車両を"軽戦車"と表現している。

## 設計
リンクスの車体の基本設計は従来の装軌式歩兵戦闘車を踏襲しており、車体前方右側にリープヘル製ターボチャージャー付ディーゼルエンジンを搭載し、前方左側には操縦席が位置する。車体後方の兵員室はモジュール化されており、歩兵戦闘車型、装甲兵員輸送車型、指揮車両型、支援車両型といったバリエーションへの対応が容易である。
走行装置は信頼性の高いトーションバー式で、変速機はプーマ装甲歩兵戦闘車、操縦席はコディアック装甲工兵車、NBCシステムはボクサー装輪装甲車、履帯はPzH2000自走榴弾砲とそれぞれ共通化されており、信頼性・保守性を高めつつコストダウンを実現している。
装甲については詳細非公表の部分もあるが、対戦車兵器・榴弾砲の破片・重機関銃弾などからの防護が提供されており、戦闘室は飛散防止内張り・二重床などで保護される。また、必要に応じてラインメタルが開発しているアクティブ防護システムである、AMAP-ADSの装備も可能とされている。
歩兵戦闘車型の主武装はラインメタル製30mm機関砲または35mm機関砲で、副武装として7.62mm同軸機関銃のほか、必要に応じ対戦車ミサイルや、小型無人航空機発射機なども搭載可能となっている。砲塔はリンクスよりも前に開発されていた
「LANCE」と呼ばれる独立したモジュールで、リンクスの他にもボクサー装輪装甲車などに搭載したバージョンが存在する。乗員2名が収まる従来の運用に加えて車内側からRWSとして運用することも可能である。MK-30（ハンガリー）、WOTAN（オーストラリア）等の各種中口径機関砲、スパイクLR対戦車ミサイル発射機などをカスタマー要望に応じて選択できるモジュラー設計となっている。

## 型式
KF31
重量35-38トンで、乗員3名に加えて兵士6名が搭乗可能、750hpのエンジンを搭載、最高速度65km/h。
KF41
重量44-50トンで、乗員3名に加えて兵士8名が搭乗可能、1,140hpのエンジンを搭載、最高速度70km/h。
KF31、KF41、いずれのモデルも歩兵戦闘車型に加えて、装甲兵員輸送車、指揮通信車両、砲兵観測車、偵察戦闘車、装甲回収車、装甲修理車、装甲救急車、弾薬輸送車など様々な構成が可能となっている。
また、KF41の車体に120mm砲塔を搭載したリンクス120も提案されている。

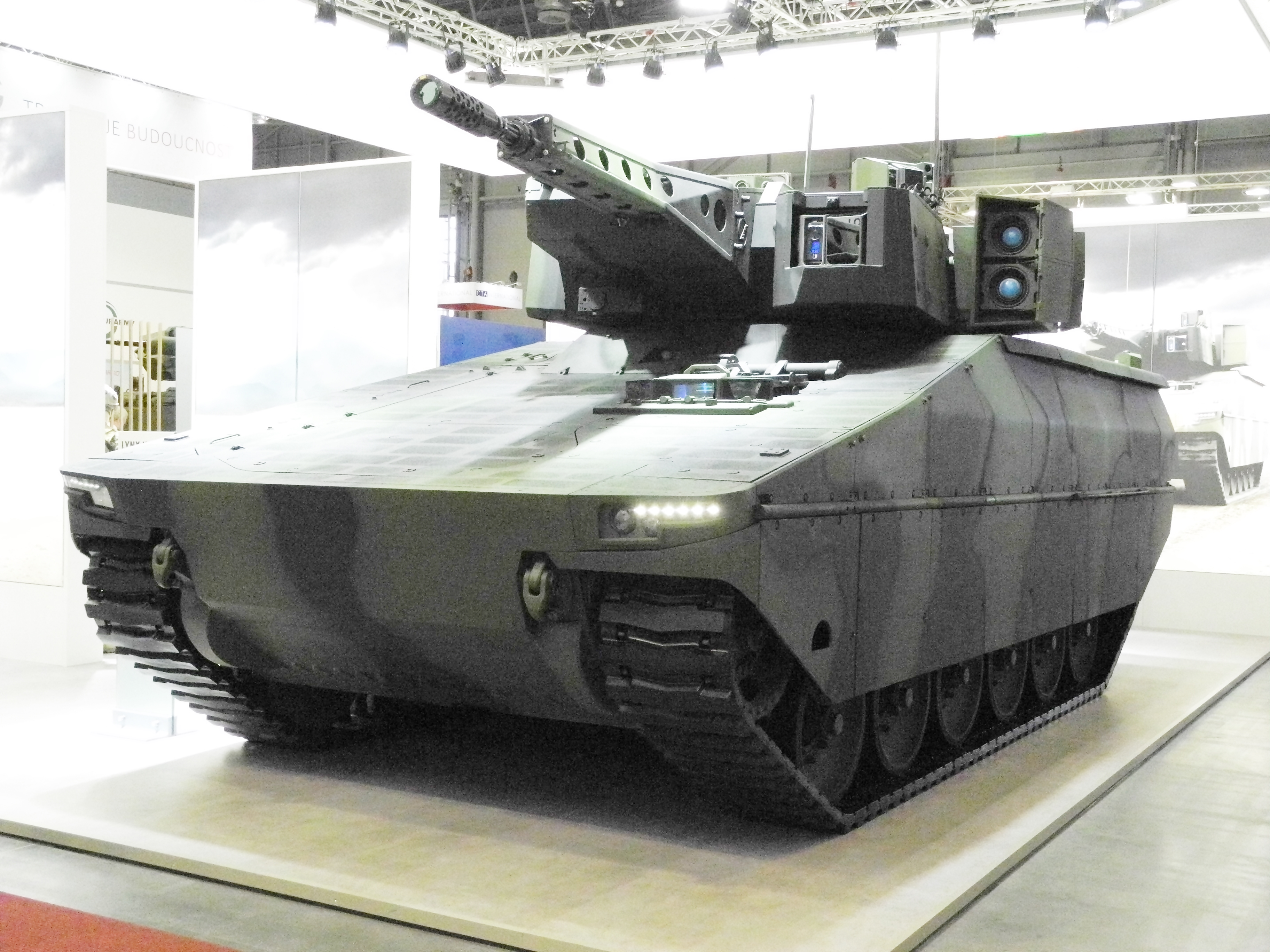
KF31歩兵戦闘車、2017年。
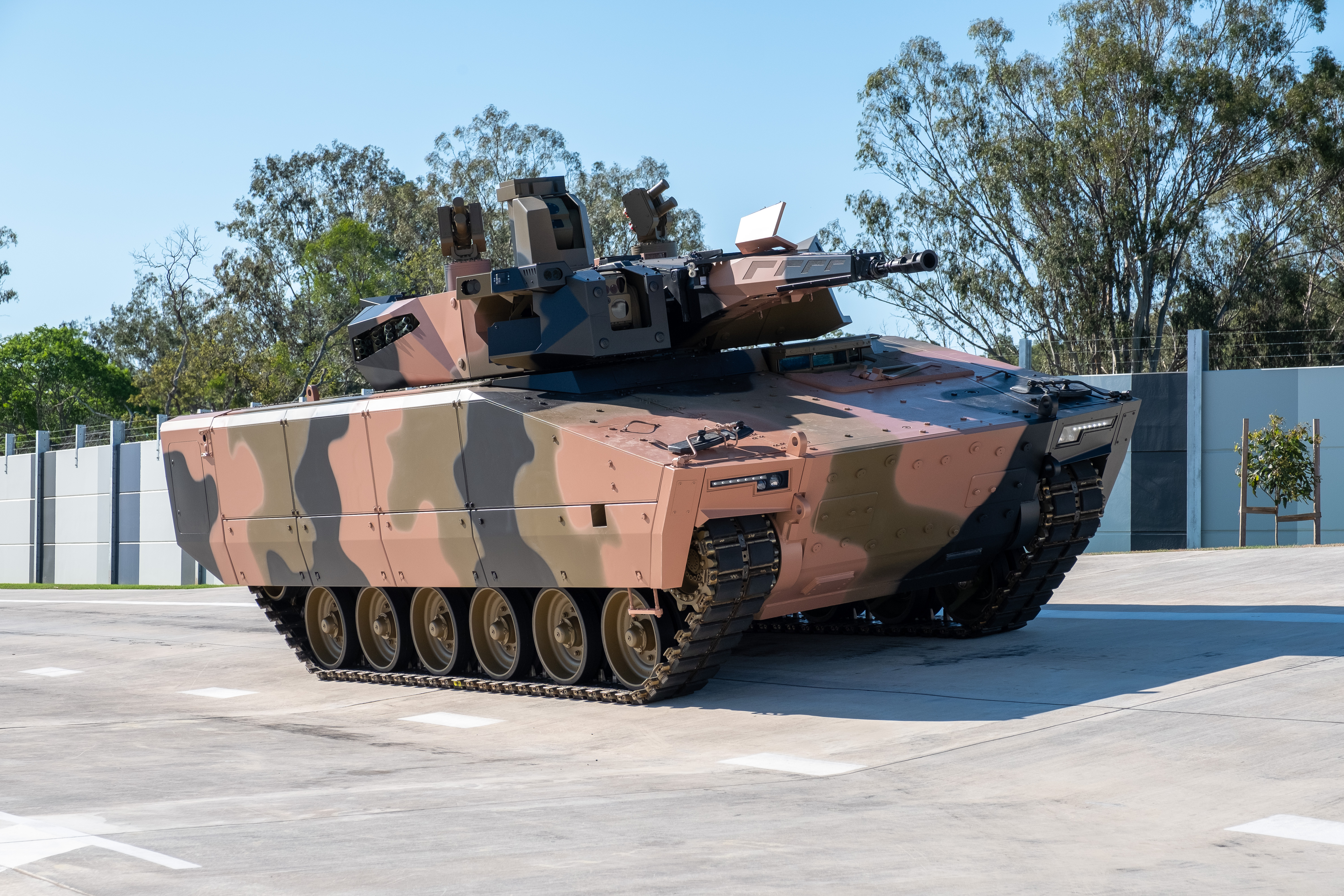
KF41歩兵戦闘車、オーストラリア陸軍向け提案車両。
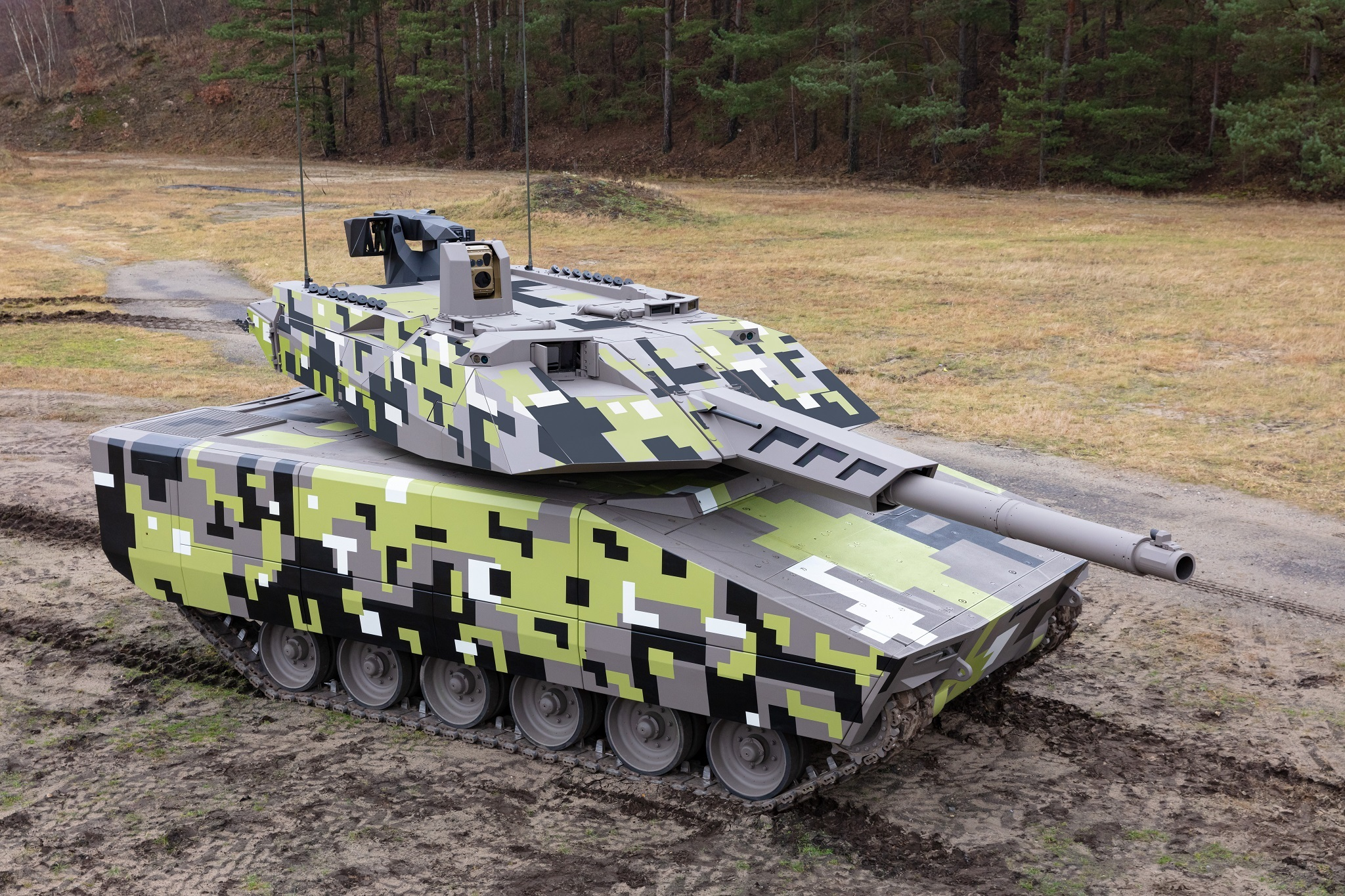
リンクス120
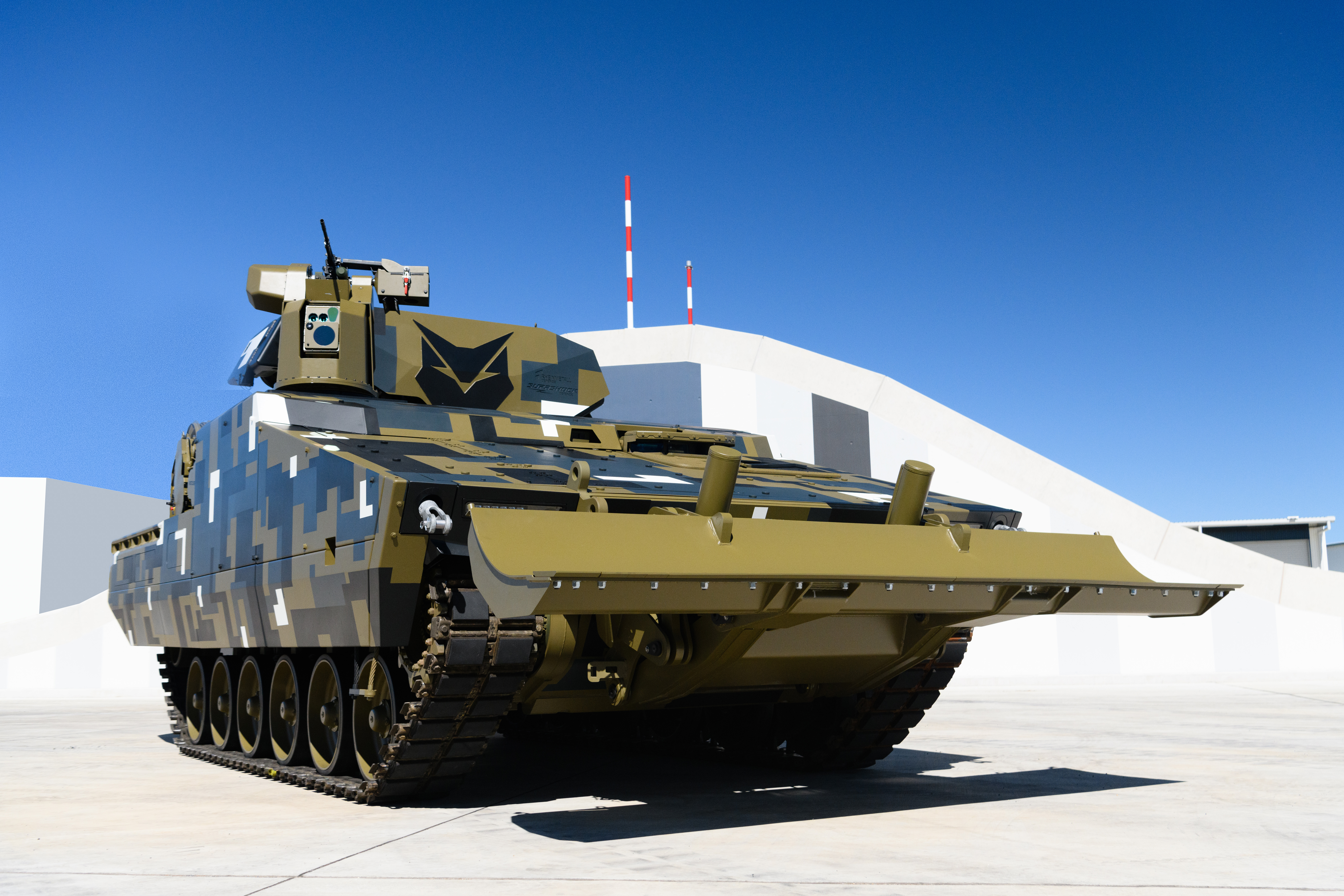
リンクスCSV

## 運用国
ハンガリー
2020年8月に導入を発表。218両のKF41を発注し、最初の車両が2022年10月に納品された。最初の46両はドイツで生産され、これ以降はハンガリーでライセンス生産の予定である。2025年1月には、さらに172両のKF41と支援車両を調達する予定が発表された。2025年4月には、自走迫撃砲用のNEMO迫撃砲塔が少なくとも24基発注された。

### 運用検討国
ギリシャ
2023年2月10日、ギリシャはドイツと205両のKF41と、123両のレオパルト2A7戦車の調達に合意したと発表した。ただし財政的理由からより安価な中古のM2ブラッドレーやマルダーの調達計画も並行して進められており、リンクスの導入は確定的ではないとの見方もある。
 アメリカ合衆国
M2/M3ブラッドレーの後継車種選定プログラムに、ラインメタルとレイセオンの合弁事業として参画。
 イタリア
2024年10月以後ラインメタルとレオナルド S.p.Aのイタリアにおける戦闘車両開発製造の合弁会社の設立について合意・認可されたことにより、更新を計画中のダルド歩兵戦闘車およびアリエテ主力戦車の後継にリンクスおよびKF51パンターの採用が有力視されている。

### 不採用国
オーストラリア
「Land 400 フェイズ3」プログラムでリンクスKF41と韓国のK21歩兵戦闘車で争っていたが、韓国のK21歩兵戦闘車が採用された。
 スロバキア
BMP-2歩兵戦闘車の後継としてKF41が提案された。比較対象はCV 90とASCOD歩兵戦闘車であったが、スロバキア国防省はCV9030 Mk.IVを選定した。
 チェコ
BMP-2歩兵戦闘車の後継としてKF41が提案された。比較対象はCV 90とASCOD歩兵戦闘車であったが、チェコ国防省はいずれの車両も要求仕様を満たさないとして選定を一時中断した。最終的にスロバキアと同様にCV9030 Mk.IVを選定。